# Quadras do Povo
As Quadras do Povo publicaram-se em 1909 tendo como subtítulo “panfletos revolucionários” a partir do 2º número. Trata-se de uma revista composta exclusivamente de poesia, através da qual se apela à contestação social. É portanto um veículo de propaganda revolucionária ainda que usando a lírica, o que a torna original e inédita. Na própria publicação pode ler-se a expressão: “protesto dos poetas portugueses”. Colaboram nas “Quadras”: Gomes Leal, Armando d’Araujo, Augusto Gil, Dias d’Oliveira e Mário Monteiro.